# وینتر (خواننده)
کیم مین جونگ (کره‌ای: 김민정؛ زادهٔ ژانویه ۲۰۰۱) که به‌طور حرفه‌ای با نام وینتر (انگلیسی: Winter) شناخته می‌شود، خواننده اهل کره جنوبی است. او یکی از اعضای گروه دخترانه کره‌ای اسپا است که در نوامبر ۲۰۲۰ توسط اس‌ام انترتینمنت شکل گرفت. وینتر عضو سوپرگروه گات د بیت نیز است که در ژانویه ۲۰۲۲ تشکیل شد.

## اوایل زندگی
کیم مین جونگ زادهٔ ۱ ژانویه ۲۰۰۱ در بوسان، کره جنوبی است. اما بیشتر دوران کودکی خود را در یانگ‌سان، استان گیونگ‌سانگ جنوبی گذراند.
او در یک خانواده نظامی به دنیا آمد و پدر، برادر بزرگتر و چند تن از بستگانش در همگی در ارتش بودند. به همین دلیل او ابتدا رؤیای سرباز شدن را داشت.

## ترانه‌شناسی

### همکاری‌ها
| عنوان                                                                          | سال  | بهترین جایگاه جدول | آلبوم                            |
| عنوان                                                                          | سال  | KOR DL.            | آلبوم                            |
| ------------------------------------------------------------------------------ | ---- | ------------------ | -------------------------------- |
| «جت» (Jet)                                                                     | ۲۰۲۲ | ۱۰۸                | 2022 Winter SM Town: SMCU Palace |
| «Priority»                                                                     | ۲۰۲۲ | ۵۷                 | 2022 Winter SM Town: SMCU Palace |
| «Floral Sense" (به همراه یسونگ)                                                | ۲۰۲۳ | ۶۲                 | Floral Sense                     |
| «Win for You" (به همراه ایم شی‌وان)                                             | ۲۰۲۳ | ۱۸۵                | تک‌آهنگ‌های خارج از آلبوم          |
| «هیچ‌کس» (Nobody) (به همراه سویون ((جی)آیدل) و لیز (آیو))                       | ۲۰۲۳ | ۱۱                 | تک‌آهنگ‌های خارج از آلبوم          |
| نشانهٔ «—» مواردی را نشان می‌دهد که در آن منطقه منتشر نشده یا به جدول نرسیده‌اند. |      |                    |                                  |